# Litocampa valentinei
Litocampa valentinei är en urinsektsart som först beskrevs av Bruno Condé 1949.  Litocampa valentinei ingår i släktet Litocampa och familjen Campodeidae. Inga underarter finns listade i Catalogue of Life.